# Zaczarowane jezioro
Zaczarowane jezioro – tytuł poematu symfonicznego Anatolija Ladowa z 1909 roku.
Kompozytor, podobnie jak w swoich pozostałych utworach orkiestralnych: Baba Jaga i Kikimora, również w tym przypadku zbudował dzieło, w którym najistotniejszym elementem jest nastrój.
Założeniem Ladowa było przedstawienie za pomocą kolorystyki orkiestrowej krajobrazu, który jest fantastyczny, zły, martwy i bez ludzi. Dzieło pozbawione jest właściwie typowych dla muzyki środków formotwórczych: do minimum zredukowana została rytmika, przyjmując postać łagodnej pulsacji, brak jest wyraźnych tematów czy motywów melodycznych. Niesamowity charakter pejzażu kompozytor osiągnął koncentrując się w zasadzie wyłącznie na barwie instrumentów, opartej na bardzo wysublimowanej dynamice, chwilami ledwo słyszalnej, wykorzystaniu wysokich rejestrów dźwięków.